# Symmacra rufifrontaria
Symmacra rufifrontaria là một loài bướm đêm trong họ Geometridae.